# Krestiànivka
Krestiànivka (en (ucraïnès): Крестянівка) és un poble de la República Autònoma de Crimea a Ucraïna, que el 2014 tenia 1.450 habitants. Pertany al districte rural de Pervomàiske.